# Condado de Grainger
O Condado de Grainger é um dos 95 condados do Estado americano do Tennessee. A sede do condado é Rutledge, e sua maior cidade é Bean Station. O condado possui uma área de 783 km² (dos quais 57 km² estão cobertos por água), uma população de 20 659 habitantes, e uma densidade populacional de 28 hab/km² (segundo o censo nacional de 2000). O condado foi fundado em 1796.